# Rudolf Kner

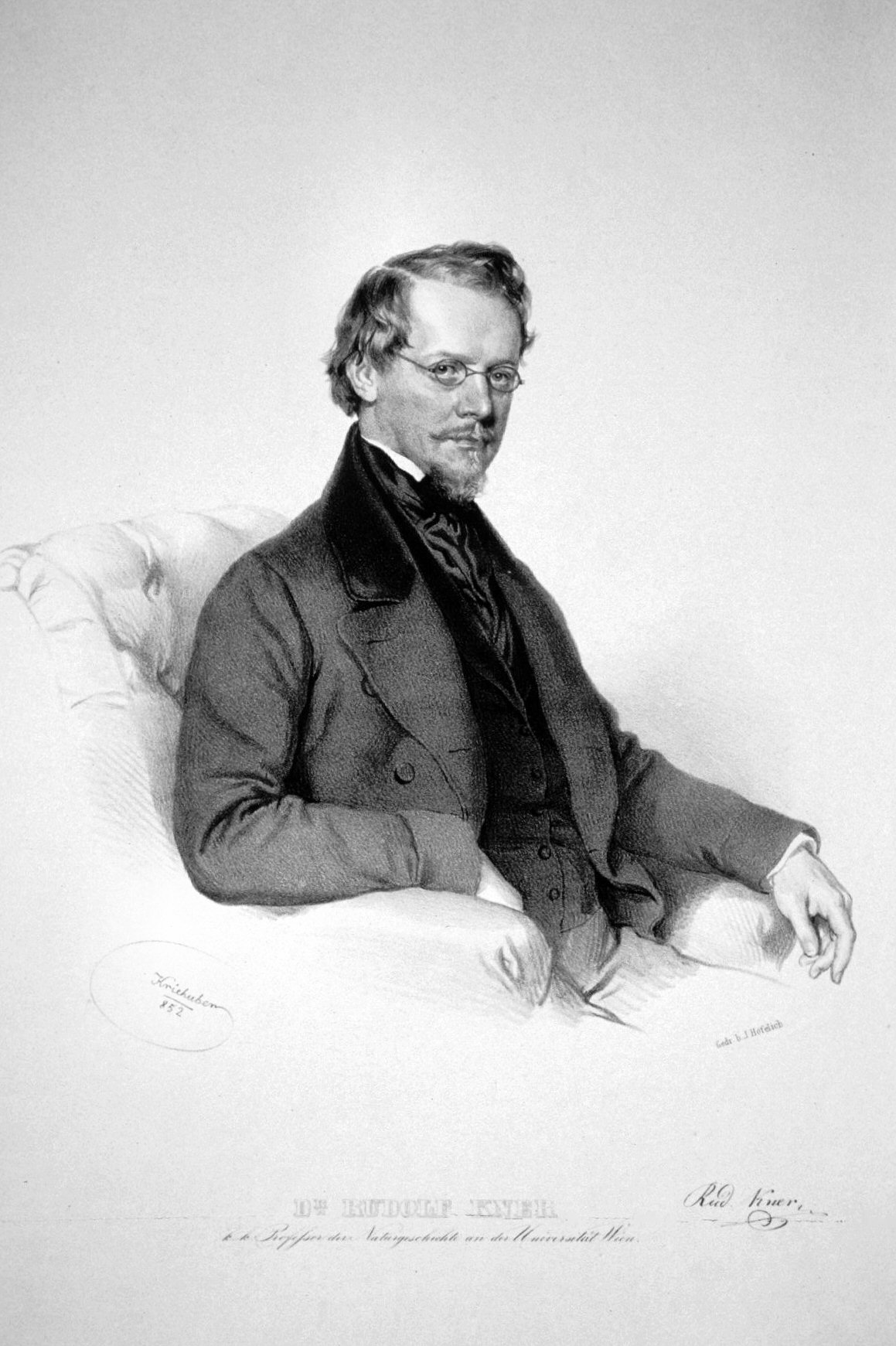
Rudolf Kner, Lithographie von Josef Kriehuber, 1852

Rudolf Kner (* 24. August 1810 in Linz; † 27. Oktober 1869 in Wien) war ein österreichischer Zoologe, Geologe, Paläontologe und Ichthyologe.

## Leben und Werk
Kner studierte zunächst Medizin und promovierte in diesem Fach. Anschließend nahm er eine Stellung am Wiener k.u.k. Hof-Naturalienkabinett ein, wo er u. a. mit Johann Jakob Heckel zusammenarbeitete. Er wechselte aber 1841 als Professor für Naturgeschichte und Landwirtschaftslehre an die Universität Lemberg und kehrte 1849 zunächst als Supplent der Mineralogie, dann als Professor für Zoologie an der Universität (Ernennung 16. November 1849) nach Wien zurück. Sein Forschungsschwerpunkt war die beschreibende Fischkunde. Daneben war er auch ein begeisterter Paläontologe bzw. Geologe und verfasste auch ein Lehrbuch zu diesem Thema (1851).

## Ehrungen
1863 wurde er zum korrespondierenden Mitglied der Bayerischen Akademie der Wissenschaften gewählt. 1868 gab der deutsche Zoologe Albert Günther die Familie der Schlankfische den wissenschaftlichen Namen Kneriidae.

## Schriften
- Leitfaden zum Studium der Geologie. Wien 1851, 2. Auflage 1855.
- Lehrbuch der Zoologie. Wien 1849, 2. Auflage 1855, 3. Auflage 1862.
- mit Heckel: Die Süßwasserfische der österreichischen Monarchie. Leipzig 1858.
- Betrachtungen über die Ganoiden, als natürliche Ordnung. In: Sitzungsberichte der kaiserlichen Akademie der Wissenschaften. Band 54, Wien 1866, S. 519–536 (zobodat.at [PDF]).
- Die Fische der bituminösen Schiefer von Raibl in Kärnthen. In: Sitzungsberichte der Mathematisch-Naturwissenschaftlichen Classe der Kaiserlichen Akademie der Wissenschaften. Band 53, Wien 1866, S. 152–197, Tafel I–VI (zobodat.at [PDF]).
- Die fossilen Fische der Asphaltschiefer von Seefeld in Tirol. In: Sitzungsberichte der Mathematisch-Naturwissenschaftlichen Classe der Kaiserlichen Akademie der Wissenschaften. Band 54, 1866, S. 303–334, 6 Tafeln (zobodat.at [PDF]).
- I. Nachtrag zur fossilen Fauna der Asphaltschiefer von Seefeld in Tirol. In: Sitzungsberichte der Mathematisch-Naturwissenschaftlichen Classe der Kaiserlichen Akademie der Wissenschaften. Band 56, 1867, S. 898–909, Tafel I–III.
- II. Noch ein Nachtrag zur Kenntniß der fossilen Fische von Raibl in Kärnthen. In: Sitzungsberichte der Mathematisch-Naturwissenschaftlichen Classe der Kaiserlichen Akademie der Wissenschaften. Band 56, 1867, S. 909–913, Tafel IV.